# Thomas Pierce
 (mai 2025).
Motif : Sources ? Notoriété ?
- Archive Wikiwix
- Bing
- Cairn
- DuckDuckGo
- E. Universalis
- Gallica
- Google
- G. Books
- G. News
- G. Scholar
- Persée
- Qwant
- (zh) Baidu
- (ru) Yandex
- (wd) trouver des œuvres sur Wikidata

| 1. | Préciser le motif de la pose du bandeau. | Précisez le motif de la pose du bandeau en utilisant la syntaxe suivante : {{admissibilité à vérifier\|date=mai 2025\|motif=remplacez ce texte par le motif}}                      |
| 2. | Informer les utilisateurs concernés.     | Pensez à avertir le créateur de l'article, par exemple, en insérant le code ci-dessous sur sa page de discussion : {{subst:avertissement admissibilité à vérifier\|Thomas Pierce}} |

Pour les articles homonymes, voir Pierce.
Thomas Pierce, né en 1982 en Caroline du Sud, est un écrivain américain.

## Œuvres

### Roman
- Nos vies d'après, Denoël, 2019 ((en) The Afterlives, Riverhead, 2018), trad. Héloïse Esquié, 464 p.  (ISBN 978-2207140536)

### Recueil de nouvelles
- (en) Hall of Small Mammals, Riverhead, 2015